# 러믈러덤불쥐
러믈러덤불쥐 또는 러믈러쥐(Coccymys ruemmleri)는 쥐과에 속하는 설치류의 일종이다. 인도네시아와 파푸아뉴기니에서 발견된다. 자연 서식지는 아열대 또는 열대 기후 지역의 습윤 산지 숲과 고지대 초원이다.

## 특징
꼬리 길이 122~171mm를 제외한 몸길이가 93~114mm인 작은 설치류다. 발 길이는 25~28mm이고 귀 길이는 15~21mm, 몸무게는 최대 34.8g이다. 털이 무성하고 부드럽다. 등 쪽은 짙은 갈색이지만 배 쪽은 희끄무레한 회샏부터 짙은 회색빛 흰색까지 다양하다. 눈 주위에 둥글게 짙은 고리가 있다.

## 생태
땅 위에서 주로 사는 육상종으로 추정되며 숲과 황야 지대에 굴을 파고 그 곳에 은신한다.

## 분포 및 서식지
뉴기니섬 센트럴코르디예라 산맥 동쪽 끝 부분에 널리 분포한다. 해발 1,900m와 4,100m 사이의 산악 이끼림과 초원 지대, 황야 지대에서 서식한다.